# کریستین استلینی
کریستین استلینی (زاده ۲۷ آوریل ۱۹۷۴) بازیکن پیشین و دستیار کنونی فوتبال اهل ایتالیا است. او هم اکنون دستیار آنتونیو کونته در باشگاه فوتبال ناپولی است.